# 佩塔尔·泰沙诺维奇
佩塔尔·泰沙诺维奇（1998年11月26日—），黑山男子水球运动员。他曾代表黑山国家队参加2020年夏季奥林匹克运动会水球比赛，结果队伍获得第八名。